# RBBP4
RBBP4 (англ. RB binding protein 4, chromatin remodeling factor) – білок, який кодується однойменним геном, розташованим у людей на короткому плечі 1-ї хромосоми.  Довжина поліпептидного ланцюга білка становить 425 амінокислот, а молекулярна маса — 47 656.
| 10         |  | 20         |  | 30         |  | 40         |  | 50         |
| ---------- |  | ---------- |  | ---------- |  | ---------- |  | ---------- |
| MADKEAAFDD |  | AVEERVINEE |  | YKIWKKNTPF |  | LYDLVMTHAL |  | EWPSLTAQWL |
| PDVTRPEGKD |  | FSIHRLVLGT |  | HTSDEQNHLV |  | IASVQLPNDD |  | AQFDASHYDS |
| EKGEFGGFGS |  | VSGKIEIEIK |  | INHEGEVNRA |  | RYMPQNPCII |  | ATKTPSSDVL |
| VFDYTKHPSK |  | PDPSGECNPD |  | LRLRGHQKEG |  | YGLSWNPNLS |  | GHLLSASDDH |
| TICLWDISAV |  | PKEGKVVDAK |  | TIFTGHTAVV |  | EDVSWHLLHE |  | SLFGSVADDQ |
| KLMIWDTRSN |  | NTSKPSHSVD |  | AHTAEVNCLS |  | FNPYSEFILA |  | TGSADKTVAL |
| WDLRNLKLKL |  | HSFESHKDEI |  | FQVQWSPHNE |  | TILASSGTDR |  | RLNVWDLSKI |
| GEEQSPEDAE |  | DGPPELLFIH |  | GGHTAKISDF |  | SWNPNEPWVI |  | CSVSEDNIMQ |
| VWQMAENIYN |  | DEDPEGSVDP |  | EGQGS      |  |            |  |            |

A: Аланін

C: Цистеїн

D: Аспарагінова кислота

E: Глутамінова кислота

F: Фенілаланін

G: Гліцин

H: Гістидин

I: Ізолейцин

K: Лізин

L: Лейцин

M: Метіонін

N: Аспарагін

P: Пролін

Q: Глутамін

R: Аргінін

S: Серин

T: Треонін

V: Валін

W: Триптофан

Кодований геном білок за функціями належить до репресорів, регуляторів хроматину. 
Задіяний у таких біологічних процесах як транскрипція, регуляція транскрипції, клітинний цикл, реплікація ДНК. 
Локалізований у ядрі.